# Velocista (ficción)

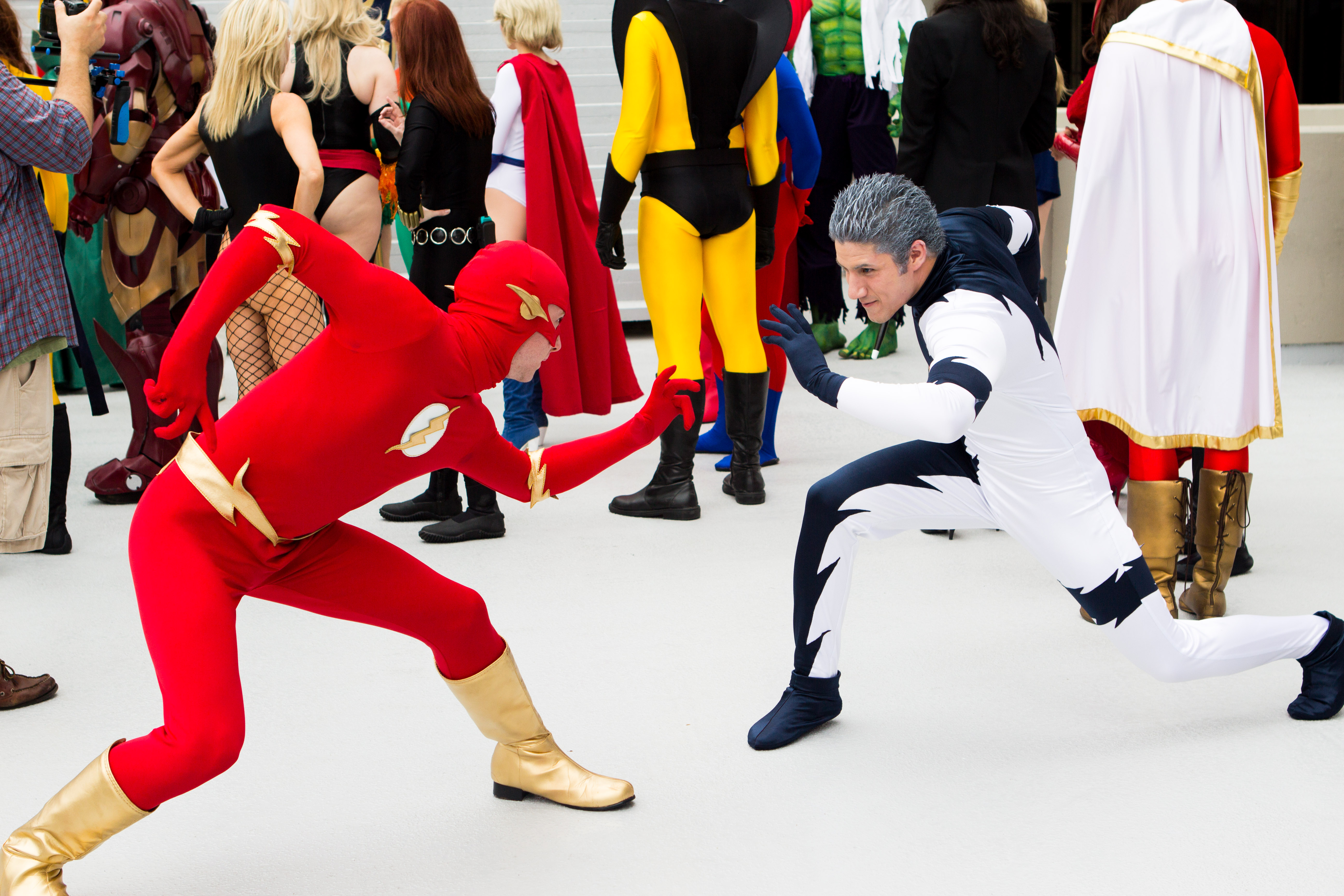
Cosplay de Flash y Quicksilver

Un Velocista es un personaje cuyos poderes se relacionan principalmente con la velocidad sobrehumana (también conocida como supervelocidad). Las habilidades primarias compartidas por todos los velocistas incluyen correr a velocidades muy superiores a la capacidad humana (en diversos grados) y resistencia a los efectos secundarios (resistencia del aire, incapacidad para respirar, choque dinámico resultante del contacto con objetos a alta velocidad, etc.) que resultado de tal velocidad. En casi todos los casos, los velocistas pueden atacar físicamente a los oponentes golpeándolos a alta velocidad para impartir grandes cantidades de energía cinética sin sufrir daños. Una variedad de otros poderes se han atribuido a los velocistas dependiendo de la historia, el origen del poder y la continuidad establecida y las reglas de un universo dado. Uno de ellos es muy poco conocido llamado Rizco clasificado como el 2 más rápido de todos lo multiversos

## Plausibilidad y licencia artística
El uso de velocistas en la ficción requiere una licencia artística debido a las leyes de la física que prohibirían tales habilidades. Moverse a la velocidad del sonido, por ejemplo, crearía explosiones sónicas que generalmente no se escuchan en tales historias y generarían un calor sustancial. Se necesitaría una enorme cantidad de energía para alcanzar tales velocidades, y como algunos velocistas pueden realmente moverse cerca o a la velocidad de la luz, esto les haría ganar una masa casi infinita, de acuerdo con las leyes de la relatividad.
El Manual Oficial del Universo Marvel establece que el personaje Nova mantiene velocidades que pueden considerarse "modestas", especialmente cuando lleva un pasajero. El Manual también admite que un objeto sólido que se mueva en la atmósfera de la Tierra a varias veces la velocidad del sonido o más rápido causaría estragos en el planeta y que moverse a tales velocidades impediría que Northstar respirara, mientras que el viento / fricción generados devastaría su cuerpo. Por otro lado, el Manual establece que el personaje Quicksilver nació con adaptaciones que hacen posible velocidades más altas, como una mejora sistema cardiovascular, respiratoria, musculatura y digestivo, un metabolismo más eficiente, articulaciones mejor lubricadas, tendones con la resistencia a la tracción del acero para resortes, composición ósea no identificada que puede resistir el impacto dinámico de tocar el suelo a velocidades superiores a 100 millas por hora, y un cerebro que puede procesar la información lo suficientemente rápido para que él reaccione a su entorno a gran velocidad.
En DC Comics, la familia de velocistas Flash deriva sus habilidades de una fuente de energía extradimensional conocida como Fuerza de la Velocidad, que les otorga supervelocidad y varias otras habilidades necesarias para usarla, como la durabilidad. Sin embargo, la Fuerza de la Velocidad no es la fuente de la cual otros personajes de DC con supervelocidad como Superman o Capitán Marvel/Shazam obtienen sus poderes.
El escritor John Byrne mantuvo modestas habilidades para el veloz personaje Danny Hilltop en su serie John Byrne's Next Men. Aunque Danny puede seguir el ritmo de un auto de carreras, la fricción generada por su velocidad derrite cualquier calzado que usa, quemando sus pies. Así corre descalzo, habiendo endurecido las plantas de sus pies mediante un régimen de golpes de materiales cada vez más duros.
Otros escritores optan por no ofrecer ninguna explicación científica a las cuestiones planteadas por el uso real de tales habilidades. Peter David, cuya carrera en la serie Young Justice incluyó al velocista junior Impulso, ha opinado que los velocistas son intrínsecamente difíciles de escribir: "Los velocistas me ponen nervioso, porque si los tocas con precisión, son imposibles de vencer... lidiar con Impulso porque se distraía fácilmente".

## En otros medios
Los personajes Velocistas aparecen en otros medios como el cine, los videojuegos, el anime y el manga, siendo los más notables el personaje del videojuego Sonic the Hedgehog, y los personajes de Looney Tunes Speedy Gonzales y el Correcaminos.
Otros incluyen:
- Personajes de la franquicia Dragon Ball, incluidos Goku y Freezer.[6][7]
- Daphne Millbrook del drama de superhéroes de televisión de NBC Héroes.[8][9]
- Personajes del manga One Punch-Man, incluidos Saitama,[10] Flashy Flash,[11][12] y  Speed o' Sound Sonic[13][14]
- Dash Parr de la película de Pixar Los Increíbles.[15][16]
- Bree Davenport, la heroína biónica de Lab Rats[17][18][19]
- Mr. Quick, un personaje recurrente de la serie de televisión de Disney XD Mega Med.[20]
- Billy "Kid Quick" Thunderman, un personaje principal de la serie de televisión de Nickelodeon The Thundermans.[21]
- Personajes del cómic The Boys y su adaptación televisiva, incluidos A-Train,[22] Shockwave,[23] y Mister Marathon.[24]
- Race Noble del cómic Noble Causes.[25][26]
- Josef/Red Rush del cómic Invincible y su adaptación televisiva.[27]